# Al Wasl, Dubai
Al Wasl (tiếng Ả Rập: الوصل) là một vùng hay một khu phức hợp ở Dubai, Các Tiểu Vương Quốc Ả Rập Thống Nhất. Nằm ở phía tây Dubai, từ giao lộ đầu tiên và thứ hai của tuyến đường E 11 (Đường Sheikh Zayed). Al Wasl là một cộng đồng dân cư và phía bắc giáp với Jumeirah, phía nam giáp Vịnh Business, phía tây giáp Al Safa và phía đông giáp Al Satwa.
Dân số của Al Wasl là 10.736 như ước tính dân số vào cuối năm 2017.
Địa phương được đặt tên từ một tài liệu lịch sử Anh đưa đến thành phố Dubai. Các địa danh quan trọng của khu vực bao gồm các văn phòng xuất bản báo của Gulf News và Al Bayan, Al Mazaya Center và Công viên Safa.

## Giáo dục
Trường Dubai - Nhật Bản là ngôi trường quốc tế duy nhất ở Al Wasl. Ngoài ra còn có trường tiểu học Al Wasl trong khu vực.